# Haxe
Haxe is een hogere opensource-programmeertaal die in 2005 is ontwikkeld door Nicolas Cannasse. Haxe kan compileren naar bytecode voor verscheidene virtual machines, waaronder JVM, maar er is ook een interpreter. Daarnaast kan Haxe worden gecompileerd naar broncode van andere programmeertalen, waaronder JavaScript, Python en C#. Tegenwoordig wordt de programmeertaal onderhouden door de Haxe Foundation.

## Geschiedenis
Haxe, wat toen nog gespeld werd als haXe, werd door Nicolas Canasse begonnen als fork van MTASC, een open source ActionScript 2-compiler. De eerste (bèta)versie verscheen in februari 2006, en versie 1.0 volgde in mei, met, naast support voor AVM-bytecode, NekoVM-bytecode en Flash nu ook support voor JavaScript. Later volgden ook PHP, C++, en tegenwoordig ook Java, C# en nog meer platforms. Tegenwoordig wordt Haxe ontwikkeld door de Haxe Foundation, maar Nicolas Cannasse is nog steeds de leider van het project.

## Hello World
Een Hello World-programma kan op de volgende manier worden geschreven in Haxe: 
```
class
 
Main
 
{

    
static
 
public
 
function
 
main
():
void
 
{

        
trace
(
"Hello World!"
);

    
}

}

```